# Carin Goeijers
Carin Goeijers (Breda, 1967) is Nederlands documentairemaakster. Zij won in 2000 een Gouden Kalf op het Nederlands Filmfestival met De nieuwerwetse wereld, over een boerenfamilie op de grens van twee tijdperken. Met But Now Is Perfect, over de hoop en angst van bewoners en migranten in het Italiaanse bergdorp Riace, won Carin Goeijers in 2018 de IDFA Special Jury Award voor beste Nederlandse documentaire en ook prijzen op diverse buitenlandse festivals.

## Biografie
Goeijers studeerde aan de Fontys Hogeschool voor de Kunsten. Zij begon haar loopbaan met korte documentaires. Zij won in 2000 een Gouden Kalf op het Nederlands Filmfestival met De nieuwerwetse wereld, over een boerenfamilie op de grens van twee tijdperken. Daarna maakte ze documentaires over verschillende thema's, waaronder dance (‘God Is My DJ’), de Limburgse band DeWolff (‘DeWolff’) en eerwraak (‘Bahar’). Bekendheid in het buitenland kreeg zij met I Soeni (2003) over Sinti-zanger Rein Mercha .
In haar documentaires duikt zij in de levens van de personages en maakt ze het persoonlijke universeel. Voor met But Now Is Perfect, over de hoop en angst van bewoners en migranten in het Italiaanse bergdorp Riace, won ze in 2018 de IDFA Special Jury Award voor beste Nederlandse documentaire en ook prijzen op diverse buitenlandse festivals.

## Werk
- De nieuwerwetse wereld. (2000)[5]
- I Soeni (2003) over Sinti-zanger Rein Mercha
- Dal der Zuchten (2004) over een naar huwbare vrouwen hunkerend Spaans bergdorp.
- Ook God is my DJ (2005) over Duncan Stutterheim van ID&T en Sensation White werd in het buitenland bekroond.
- Eiland van mijn vader (2006) over de strijd binnen een Molukse familie,
- Toen was ik al beroemd (2010) over jazz-drummer en leger des heils-inwoner Joop Korzelius
- DeWolff (2011) - coming-of-age film over de bekende Nederlandse rockband.
- Bahar (2013) toont de verscheurende gevolgen voor een Turkse familie na de moord op hun dochter en
- Voetbalmiljonair uit Oost (2015) gaat over het luxueuze maar geïsoleerde leven van voetballer Mbark Boussoufa in Rusland.[6]
- Ola's Borgen (2016) volgt ze regisseur Ola Mafaalani bij haar baanbrekende theatermarathon Borgen.
- Het Zelfonderzoek(2017) laat zien hoe beeldend kunstenaar Folkert de Jong na zijn faillissement reflecteert op de kracht en de tekortkomingen van het kunstenaarsbestaan. .
- But now is perfect (2018)[1]
- Candy (2022) over de Nederlandse saxofoniste Candy Dulfer.

- Virtual International Authority File: 280671747